# 3M11 Fleyta
3M11 Fleyta (NATO naziv: AT-2 Swatter) sovjetska je protuoklopna raketa s MCLOS navođenjem. Iako je dizajnirana posebno za uporabu s izvidničkih vozila tipa BRDM, kasnije je montirana i na helikoptere Mi-8 te Mi-24.